# Rejon porchowski
Rejon porchowski (ros. Порховский район) – jednostka administracyjna wchodząca w skład obwodu pskowskiego w Rosji.
Centrum administracyjnym rejonu jest miasto Porchow, a główne rzeki to Szełoń (33 dopływy) i Czeriocha (25 dopływów). W granicach rejonu usytuowane są centra administracyjne wiejskich osiedli: Borowiczi, Popadinka, Sławkowiczi.